# مارك غيتي
مارك غيتي (بالإنجليزية: Mark Getty)‏ هو شخصية أعمال ورائد أعمال ومصور أمريكي، ولد في 9 يوليو 1960 في أكسفوردشير في المملكة المتحدة.